# Boyis
Antonio Manuel Sánchez Tienda, meglio noto con lo pseudonimo Boyis (Doña Mencía, 26 dicembre 1989), è un giocatore di calcio a 5 spagnolo.

## Carriera

### Club
La carriera di Boyis è iniziata nell'Ategua, piccola società di Castro del Río, per proseguire nel Jumilla e quindi nel Jaén. Nel triennio giocato con gli andalusi si afferma come uno dei migliori calcettisti della Primera División, tanto da venir eletto miglior difensore della stagione 2017-18. Nella medesima stagione vince il suo primo trofeo nazionale, cioè la Coppa di Spagna, e contribuisce al raggiungimento delle semifinali dei play-off scudetto da parte del Jaén. L'estate seguente si trasferisce al Barcellona, con cui vince un campionato e due Coppe di Spagna.

### Nazionale
Boyis ha debuttato nella nazionale spagnola il 24 settembre 2018 durante l'incontro amichevole vinto per 10-1 contro la Danimarca. Il 28 dicembre 2021 viene incluso nella lista dei convocati della Spagna per il campionato europeo 2022.

## Palmarès
- Campionato spagnolo: 1
Barcellona: 2018-19
- Coppa di Spagna: 4
Jaén: 2017-18
Barcellona: 2018-19, 2019-20
Inter: 2020-21
- Supercoppa di Spagna: 2
Barcellona: 2019
Inter: 2020
- Coppa del Re: 3
Barcellona: 2018-19, 2019-20
Inter: 2020-21